# 塔蒂·蘇米拉
塔蒂·蘇米拉（1952年2月9日—2020年2月13日），印尼前女子羽球運動員。
塔蒂於1974年在雅加達舉行的IBF世界錦標賽的前身世界邀請賽女子單打決賽中，輸給了英格蘭的瑪格麗特·貝克獲得亞軍。她在1980年IBF世界錦標賽獲得女子單打銅牌。塔蒂多次代表印尼參加優霸盃（女子國際團體賽），幫助1975年隊贏得世界冠軍。